# Komisariat Straży Granicznej „Piłka”
Komisariat Straży Granicznej „Piłka” – jednostka organizacyjna Straży Granicznej pełniąca służbę ochronną na granicy polsko-niemieckiej w latach 1928–1939.

## Geneza
Na wniosek Ministerstwa Skarbu, uchwałą z 10 marca 1920, powołano do życia Straż Celną. Od połowy 1921 jednostki Straży Celnej rozpoczęły przejmowanie odcinków granicy od pododdziałów Batalionów Celnych. Proces tworzenia Straży Celnej trwał do końca 1922. Komisariat Straży Celnej „Piłka”, wraz ze swoimi placówkami granicznymi, wszedł w podporządkowanie Inspektoratu Straży Celnej „Międzychód”.
W drugiej połowie 1927 przystąpiono do gruntownej reorganizacji Straży Celnej. W praktyce skutkowało to rozwiązaniem tej formacji granicznej.
Rozkazem nr 3 z 25 kwietnia 1928 w sprawie organizacji Wielkopolskiego Inspektoratu Okręgowego dowódca Straży Granicznej gen. bryg. Stefan Pasławski powołał komisariat Straży Granicznej „Piłka”, który przejął ochronę granicy od rozwiązywanego komisariatu Straży Celnej. 

## Formowanie i zmiany organizacyjne
Rozporządzeniem Prezydenta Rzeczypospolitej Polskiej Ignacego Mościckiego z 22 marca 1928, do ochrony północnej, zachodniej i południowej granicy państwa, a w szczególności do ich ochrony celnej, powoływano z dniem 2 kwietnia 1928 Straż Graniczną.
Rozkazem nr 3 z 25 kwietnia 1928 w sprawie organizacji Wielkopolskiego Inspektoratu Okręgowego dowódca Straży Granicznej gen. bryg. Stefan Pasławski przydzielił komisariat „Piłka” do Inspektoratu Granicznego nr 9 „Wronki” i określił jego strukturę organizacyjną.
Stacjonował w budynku Piłka 3.
Już 15 września 1928 dowódca Straży Granicznej rozkazem nr 7  w sprawie organizacji Wielkopolskiego Inspektoratu Okręgowego podpisanym w zastępstwie przez mjr. Wacława Szpilczyńskiego zmieniał organizację komisariatu i ustalał zasięg placówek. 
Rozkazem nr 11 z 9 stycznia 1930 reorganizacji Wielkopolskiego Inspektoratu Okręgowego komendant Straży Granicznej płk Jan Jur-Gorzechowski ustalił numer i nową organizację komisariatu.

## Służba graniczna
Rozkazem organizacyjnym nr 2 Wielkopolskiego Inspektoratu Okręgowego Straży Granicznej z 27 czerwca 1928 ustalono zasięg komisariatów. Granica komisariatu „Piłka” na jego prawym skrzydle to linia jeden kilometr na południowy zachód od mostu kolejowego na Noteci, do miejscowości Pęckowo i Miały włącznie, następnie torem kolejowym do Wronek i rzeką Wartą do miejscowości Wronki włącznie.
Na lewym skrzydle od kamienia granicznego nr F 141 w linii prostej do jeziora Lichwińskiego do  Warty i do miejscowości Sieraków. 
Na przełomie lat 1929–1930 roku reorganizowano Straż Graniczną. W styczniu 1930 określono nowe granice komisariatu. Granicę północno-wschodnią wyznaczał kamień graniczny F 033 a południowo-zachodnią kamień graniczny F 185 na wysokości leśnictwa Mokrzec.
Sąsiednie komisariaty
- komisariat Straży Granicznej „Potrzebowice” ⇔ komisariat Straży Granicznej „Świechocin” − 1928
- komisariat Straży Granicznej „Wieleń” ⇔ komisariat Straży Granicznej „Międzychód” − styczeń 1930

## Funkcjonariusze komisariatu
| Kierownicy/komendanci komisariatu | Kierownicy/komendanci komisariatu | Kierownicy/komendanci komisariatu | Kierownicy/komendanci komisariatu |
| stopień                           | imię i nazwisko                   | okres pełnienia służby            | kolejne stanowisko                |
| --------------------------------- | --------------------------------- | --------------------------------- | --------------------------------- |
| podkomisarz                       | Kazimierz Wróblewski              | 29 IV 1929 – 7 III 1930           | instruktor SC SG                  |
| aspirant                          | Bronisław Wawrzynów               | 1 XII 1937 -                      |                                   |
| Zastępcy komendanta komisariatu   |                                   |                                   |                                   |
| starszy strażnik                  | Leon Grzybek                      | 1 V 1939 –                        |                                   |
| starszy strażnik                  | Włodzimierz Połulich              | 12 VII 1939 –                     |                                   |

## Struktura organizacyjna
Organizacja komisariatu w marcu 1928:
- komenda − Piłka
- podkomisariat Straży Granicznej „Kamień”
- placówka Straży Granicznej I linii „Drawsko”
- placówka Straży Granicznej I linii „Chełst”
- placówka Straży Granicznej I linii „Kwiejce”
- placówka Straży Granicznej I linii „Dębowiec”
- placówka Straży Granicznej I linii „Radusz”
- placówka Straży Granicznej I linii „Sowia Góra”
- placówka Straży Granicznej I linii „Mierzyn”
- placówka Straży Granicznej II linii „Kamień”
- placówka Straży Granicznej II linii „Piłka”

Organizacja komisariatu we wrześniu 1928:
- podkomisariat Straży Granicznej „Kamień”
- placówka Straży Granicznej I linii „Drawsko”
- placówka Straży Granicznej I linii „Chełst”
- placówka Straży Granicznej I linii „Kwiejce” Stare
- placówka Straży Granicznej I linii „Dębowiec”
- placówka Straży Granicznej I linii „Radusz”
- placówka Straży Granicznej I linii „Sowia Góra”
- placówka Straży Granicznej II linii „Piłka”
- placówka Straży Granicznej II linii „Kamień”
- placówka Straży Granicznej II linii „Wronki”

Organizacja komisariatu w styczniu 1930:
- 4/9 komenda − Piłka
- placówka Straży Granicznej I linii „Chełst”
- placówka Straży Granicznej I linii „Kwiejce”
- placówka Straży Granicznej I linii „Dębowiec”
- placówka Straży Granicznej I linii „Radusz”
- placówka Straży Granicznej II linii „Piłka”